# Sherwood Anderson

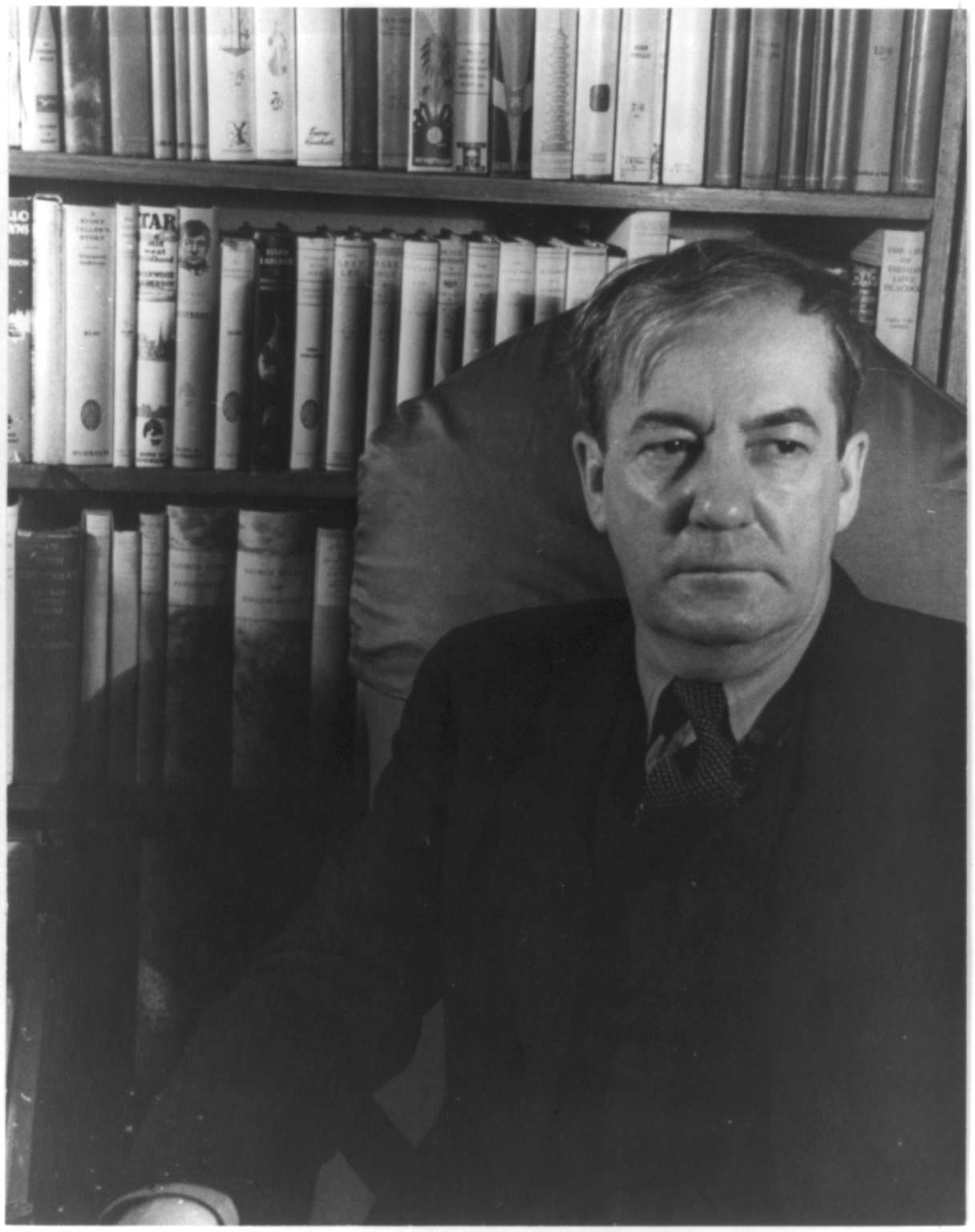
Sherwood Anderson, 29 november 1933, door Carl van Vechten

Sherwood Anderson (Camden (Ohio), 13 september 1876 – Colón, Panama, 8 maart 1941) was een Amerikaans schrijver van vooral romans en korte verhalen. 

## Leven en werk
Anderson was een van de zeven kinderen van een dagloner en genoot slechts beperkt onderwijs in zijn jeugd. Al vanaf zijn veertiende had hij diverse los-vaste baantjes, nam later deel aan de Spaans-Amerikaanse Oorlog te Cuba en werd vervolgens een tijdje directeur van een verffabriek in Elyria (Ohio). Vanaf 1912 legde hij zich toe op een literaire loopbaan. 
Na een reeks gedichten, korte verhalen en novellen  te hebben gepubliceerd verkreeg Anderson zijn eerste succes met de roman Winesburg, Ohio (1919). Feitelijk bestaat het boek uit een reeks schetsen over verschillende personages in een stadje in Ohio; via de stem van een reporter ‘met compassie’ schildert Anderson de sombere en droefgeestige kanten van het leven in een bekrompen Amerikaanse stad.
Een ander succesvol boek van Anderson is Dark Laughter (1925), een soort studie van de invloed van seksuele krachten op het gedrag van de mens en de funeste gevolgen van de seksuele puriteinse verdringing. Plaats van handeling is een ‘farm’ in Virginia.
Onderwijl bleef Anderson zijn leven lang met veel succes korte (vaak autobiografisch getinte) verhalen en krantenartikelen publiceren.
Het proza van Anderson gaat uit van de poëzie in de alledaagse taal en is gedeeltelijk afgeleid van de experimentele stijl van Gertrude Stein. Hij heeft grote invloed gehad op de latere Amerikaanse literatuur, met name op schrijvers als Ernest Hemingway (met zijn handelingsarme ‘short stories’) en William Faulkner (met zijn plattelandsliteratuur). Anderson, die ook regelmatig naar Europa (Parijs) reisde, wordt wel gerekend tot de zogenaamde tussenoorlogse Lost Generation. Hij stierf in 1941 tijdens een bootreis naar Zuid-Amerika aan buikvliesontsteking, veroorzaakt door een ingeslikte cocktailprikker.